# Адольф IV Гольштейнский

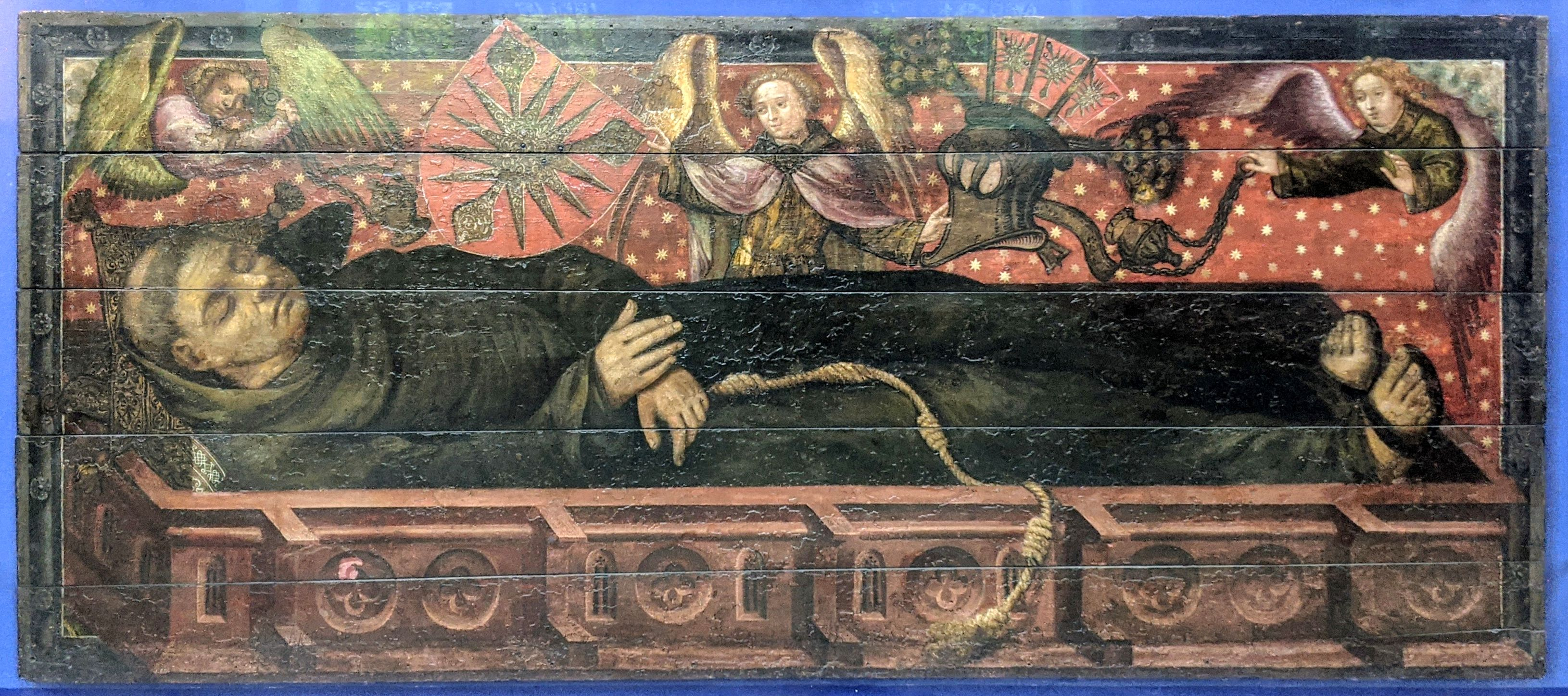
Адольф IV в саркофаге

Графство Гольштейн на карте Священной Римской империи 1250 года.

Адольф IV (нем. Adolf IV. von Holstein; до 1205 — 8 июля 1261) — граф Шауэнбурга в 1225—1238 годах, граф Гольштейна в 1227—1238 годах, из династии Шаумбургов. Полководец, знаменитый своей победой над датчанами. Старший сын графа Адольфа III и его второй жены Адельгейды Квертфуртской.

## Биография
После смерти отца Адольф IV возглавил борьбу за освобождение Гольштейна от датского господства. В 1225 году в битве под Мёльном одержал победу над графом Веймара-Орламюнде Альбрехтом II — племянником датского короля Вальдемара II. 22 июля 1227 года войско коалиции северогерманских князей и ганзейских городов под руководством Адольфа IV в битве при Борнхёведе разгромила Вальдемара II и его союзников. После этой победы Адольф IV восстановил свою власть над Гольштейном.
В 1235 году основал Киль и гольштейнский Ольденбург, а в 1238 году — Итцехо. В 1238 же году принял участие в крестовом походе в Ливонию.
В том же году, исполняя клятву, данную в разгар битвы при Борнхёведе, Адольф IV отрёкся от престола и постригся в монахи францисканского ордена. В 1244 году посвящён в сан священника. Двое его несовершеннолетних сыновей находились под опекой его зятя Абеля, герцога Шлезвигского (сына Вальдемара II). В 1244-м же году он основал Нойштадт-в-Гольштейне.
Адольф IV умер в 1261 году в основанном им францисканском монастыре в Киле. После его смерти сыновья разделили графство: Иоганн получил Гольштейн-Киль, Герхард — Гольштейн-Итцехо.

## Жена и дети
Адольф IV женился на Хейлвиге фон дер Липпе, дочери графа Германа II. Дети:
- Мехтхильда (1225—1288), королева Дании (1250—1252), замужем: 1237 — за герцогом Шлезвига Абелем Датским, 1261 — за Биргером Ярлом, регентом Швеции
- Иоганн I (1229—1263) — граф Гольштейн-Киль
- Герхард I (1232—1290) — граф Гольштейн-Итцехо
- Людольф — умер в детстве